# Amy Bruckman

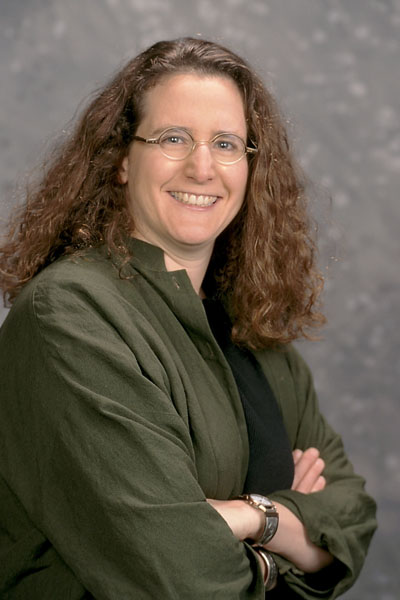
Amy S. Bruckman (2001)

Amy Susan Bruckman (* 1965 in New York City) ist eine US-amerikanische Informationswissenschaftlerin und Hochschullehrerin am Georgia Institute of Technology (Georgia Tech) in Atlanta. Wegen ihrer Entwicklungen im Bereich der MUDs und MOOs wurde sie 1999 mit dem ersten Nachwuchspreis TR100 der Technology Review ausgezeichnet.

## Leben
Bruckman absolvierte 1987 ihren Bachelor-Abschluss in Physik an der Harvard University, 1991 erhielt sie am MIT Media Lab den Master und wurde dort 1997 promoviert. Während dieser Zeit war sie Forschungsassistentin von Sherry Turkle bei ihrem Buch Life on the Screen.
Bruckman nahm 1997 eine Berufung als Assistenzprofessorin an der Georgia Tech an. Seit 2012 ist sie Professorin, nachdem sie 2003 zum Associate Professor ernannt wurde. Bei ihrer Arbeit im Bereich der MOOS entwarf sie Schnittstellen sowie eine neue Programmiersprache für virtuelle Communities und untersuchte, wie die Online-Umgebung die Interaktionen der Teilnehmer beeinflusste. Mit ihrem Assistenten Joshua Berman entwickelte Bruckman das Turing Game, ein Computerspiel zur Erforschung menschlicher Interaktion und Identität, das auf dem Turing-Test basierte und in einem Kalenderjahr von mehr als 11.000 Teilnehmern in 81 Ländern gespielt wurde. Im Jahr 2002 wurde sie mit dem Jan Hawkins Award für ihr Forschungen im Bereich Lerntechnologie ausgezeichnet.
Bruckman wurde 2018 Fellow der ACM und ist Mitglied der SIGCHI Academy. Bei der ACM ist sie Vorsitzende des CSMW-Lenkungsausschusses und des Ethik- und Plagiatsausschusses. Sie trug 2018 zur Aktualisierung des Ethik- und Verhaltenskodex der ACM bei.
Bruckman forscht im Bereich Social Computing mit Schwerpunkten in Zusammenarbeit, sozialen Bewegungen, Moderation von Inhalten, Verschwörungstheorien und Ethik der Internetforschung. 
Bruckman schreibt einen Blog The Next Bison zum Thema Social Computing und Kultur. Das nächste Bison sei „die nächste große Sache, die das Internet ermöglichen wird“.

## Veröffentlichungen (Auswahl)
- The Electronic Scrapbook. Towards an Intelligent Home-Video Editing System. MIT Media Lab, Cambridge 1991.
- Gender swapping on the internet. 1993. In: Proceedings INET ‘83. EFC 1—EFC 5.
- MOOSE Crossing. Construction, Community, and Learning in a Networked Virtual World for Kids. (Dissertation) MIT Media Lab, Cambridge 1997.
- mit Mitchel Resnick, Fred Martin: Constructional Design. Creating New Construction Kits for Kids. In: Allison Druin (Hrsg.): The Design of Children’s Technology. San Francisco 1998.
- mit Joshua Berman: The Turing Game. Exploring Identity in an Online Environment. (PDF, englisch) In: Convergence. 7(3) 2001. S. 83–102.
- mit Andrea Forte: Scaling Consensus. Increasing Decentralization in Wikipedia Governance. (Online) In: Proceedings of the 41st Annual Hawaii International Conference on System Sciences (HICSS 2008). 2008. S. 157–167.
- mit Shagun Jhaver, Sucheta Ghoshal, Eric Gilbert: Online Harassment and Content Moderation: The Case of Blocklists. (abstract) In: ACM Transactions on Computer-Human Interaction. March 2018.
- Should You Believe Wikipedia? Cambridge University Press, 2022.